# Nelson Gray

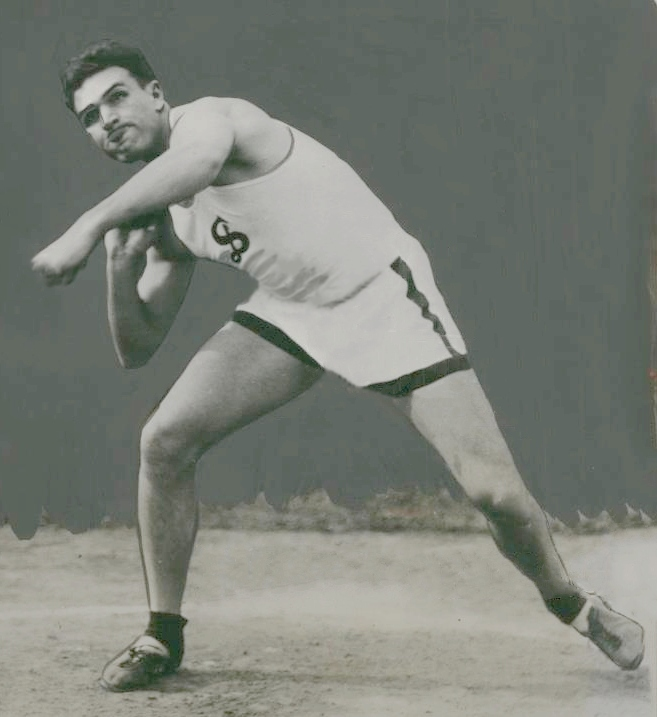
Nelson Gray, 1931

Nelson Gray (Nelson Alexander Gray; * 20. Mai 1911 in Upland, Kalifornien; † 10. Oktober 1982 ebd.) war ein US-amerikanischer Kugelstoßer.
1932 qualifizierte er sich als US-Vizemeister für die Olympischen Spiele in Los Angeles, bei denen er Fünfter wurde.
Seine persönliche Bestweite von 15,82 m stellte er am 2. Juli 1932 in Berkeley auf.